# Male and Female
Male and Female (en España: Macho y hembra) es un drama de aventuras mudo estrenado en 1919 dirigido por Cecil B. DeMille y protagonizado por Gloria Swanson y Thomas Meighan. sus temas principales son las relaciones de género y clases sociales. La película se basa en la obra de James Matthew Barrie El admirable Crichton.
Una versión anterior fue filmada en 1918 en Inglaterra como The Admirable Crichton.

## Sinopsis
Un lord y su esposa, acompañados del mayordomo y la doncella, hacen un crucero de placer en el yate de un amigo. Pero van a naufragar, y la convivencia forzada en una isla desierta contribuye a que las barreras de clase social caigan, y las personas se den a conocer tal y como son.

## Reparto
- Lila Lee - Tweeny, la doncella de cocina
- Theodore Roberts - Lord Loam
- Raymond Hatton - Honorable Ernest 'Ernie' Wolley
- Mildred Reardon - Lady Agatha 'Aggie' Lasenby
- Gloria Swanson - Lady Mary Lasenby
- Thomas Meighan - Crichton, el mayordomo
- Robert Cain - Lord Brockelhurst
- Bebe Daniels - El favorito del Rey
- Julia Faye - Susan, segunda doncella
- Rhy Darby - Lady Eileen Duncraigie
- Edmund Burns - Treherne
- Henry Woodward - McGuire, El chofer de Lady Eileen
- Sydney Deane - Thomas
- Wesley Barry - Buttons, el niño